# خوسه ماریا اراندونئا
خوسه ماریا اراندونئا (اسپانیایی: José María Errandonea‎؛ زادهٔ ۱۲ دسامبر ۱۹۴۰) دوچرخه‌سوار اهل اسپانیا است. وی در بازی‌های المپیک تابستانی ۱۹۶۰ شرکت کرده است.